# Московський поліграфічний інститут
Московський поліграфічний інститут — провідний навчальний та науковий центр Росії в галузі видавничої справи, поліграфії і книжкової торгівлі.

## Історія
Заснований в 1930 на базі Вищого художньо-технічного інституту.
У 1949 році Міністерство вищої освіти СРСР встановило стипендії імені Івана Федорова для студентів МПІ.
У 1960 в Московськомий поліграфічний інститут влився Московський заочний поліграфічний інститут, в 1962 — Інститут підвищення кваліфікації працівників культури.
У складі інституту (1973): факультети — поліграфічної технології, механіко-машинобудівний, інженерно-економічний, художньо-технічного оформлення друкованої продукції, книгознавства та організації книжкової торгівлі, редагування друкованих видань, підвищення кваліфікації працівників видавництв, поліграфії і книжкової торгівлі; вечірнє, заочне і підготовче відділення, філія в Ленінграді, аспірантура, 32 кафедри, 3 галузеві лабораторії, обчислювальний центр. У 1972/1973 навчальному році в інституті навчалося 7 тисяч студентів, працювало близько 400 викладачів, у тому числі 28 професорів і докторів наук, понад 200 доцентів і кандидатів наук. МПІ надано право приймати до захисту докторські і кандидатські дисертації. Видаються (з 1948) «Наукові праці». За роки існування інститут підготував понад 20 тисяч фахівців.
У 1993 році МПІ перетворений в Московську державну академію друку (МДАП).